# Tunnel d'Anzin
- Limite de concession
- Limite de commune

Carte présentant le tunnel d'Anzin, l'aqueduc des fosses, et les puits creusés dans le secteur de Valenciennes et de ses environs.
Légende :
Borne de présence, tête de puits non matérialisée
Tête de puits matérialisée
Entrée ou puits d'accès au tunnel d'Anzin

Le tunnel d'Anzin est un ouvrage souterrain situé sous la commune d'Anzin et, dans une moindre mesure, de Valenciennes. Ce réseau de galeries sert à transporter la houille produite par les différentes fosses du secteur, il est connexe au réseau d'aqueducs qui assure l'exhaure des fosses du secteur, dénommé l'aqueduc des fosses, et qui court sur une plus grande étendue.
Une partie du réseau existe toujours au début du XXIe siècle et est utilisé pour l'évacuation des eaux pluviales.

## Description

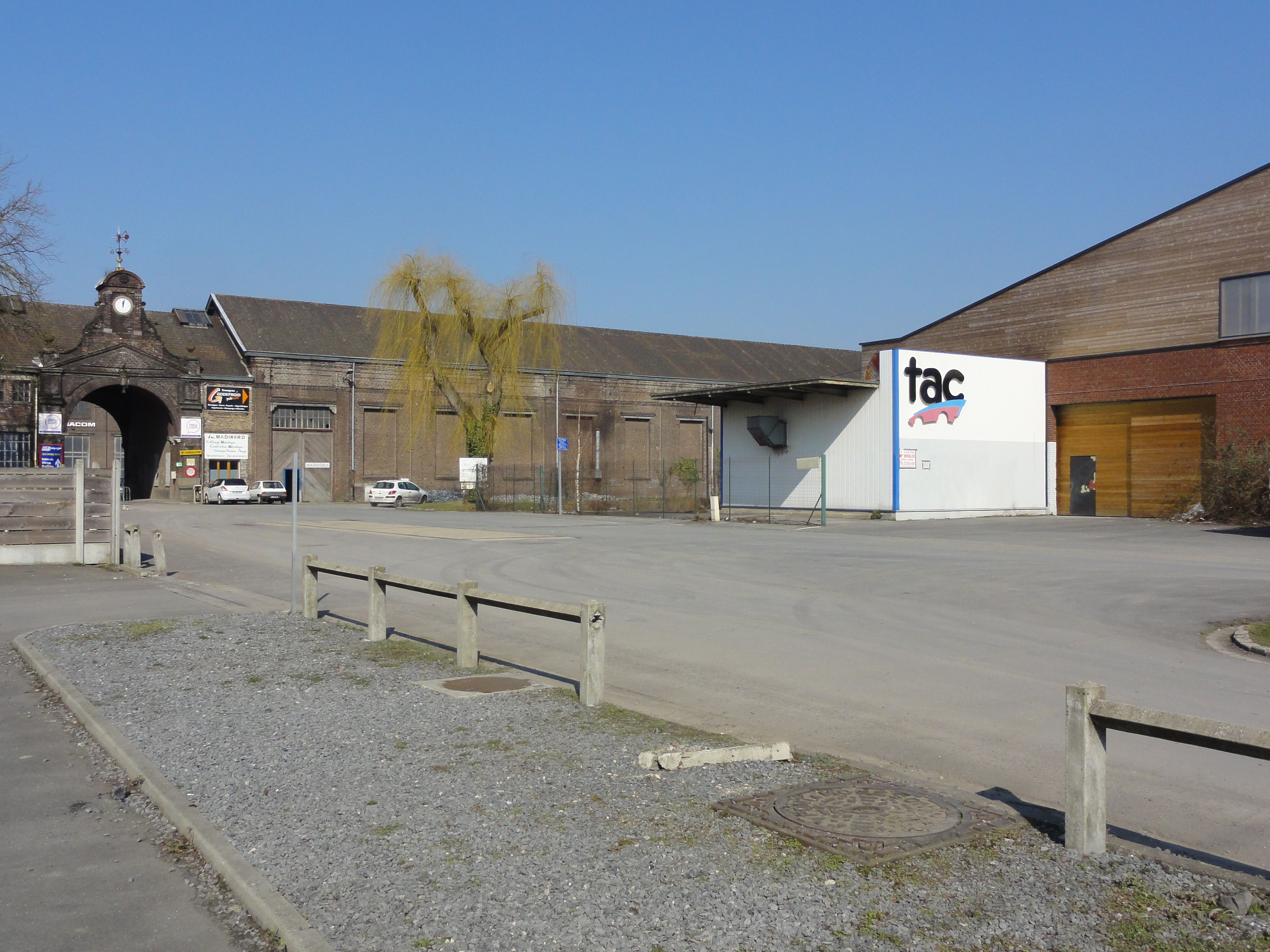
Quatre accès sont répertoriés sur le carreau de la fosse du Pavé.

L'aqueduc des fosses et le tunnel d'Anzin sont des galeries souterraines reliées à divers puits et avaleresses des concessions de Raismes et d'Anzin. Le tunnel d'Anzin a été édifié au XIXe siècle via une autorisation impériale afin de transporter le charbon dans la concession de Raismes. Ce tunnel relie en 1852 la gare d'Anzin aux fosses de la Cave, Saint-Louis, Le Moulin, Bleuse Borne et du Beaujardin. Des plans inclinés permettent l'accès par la gare et par les ateliers centraux.
La Compagnie des mines d'Anzin obtient l'autorisation du préfet le 2 septembre 1856 pour desservir une usine annexe et se raccorder à la ligne de Douai à Blanc-Misseron de la Compagnie des chemins de fer du Nord. Le réseau souterrain a alors une longueur développée de 3 800 mètres et est à écartement normal. La branche du tunnel qui dessert la fosse de la Cave n'est plus utilisée en 1871, la fosse fermant définitivement huit ans plus tard, la galerie concernée est remblayée par des schistes provenant de cette dernière et de la fosse Saint-Louis. La galerie du plan incliné qui dessert les ateliers centraux est mise hors service en 1876. Cette même année, le directeur de la compagnie autorise le comblement de la partie du tunnel qui relie les fosses Saint-Louis et Bleuse Borne avec les schistes provenant de celles-ci.
Six ans plus tard, en 1882, la machine du plan incliné de la gare des mines est démontée et le bâtiment qui surmonte le tunnel est détruit. Les accès à la galerie souterraine ont été bouchés avec des terres par le service du fond.
La compagnie autorise la commune d'Anzin le 24 mai 1930 d'utiliser le tunnel dans son réseau d'égouts, et à sa charge. L'acte de vente n'a pas été retrouvé au XXIe siècle.

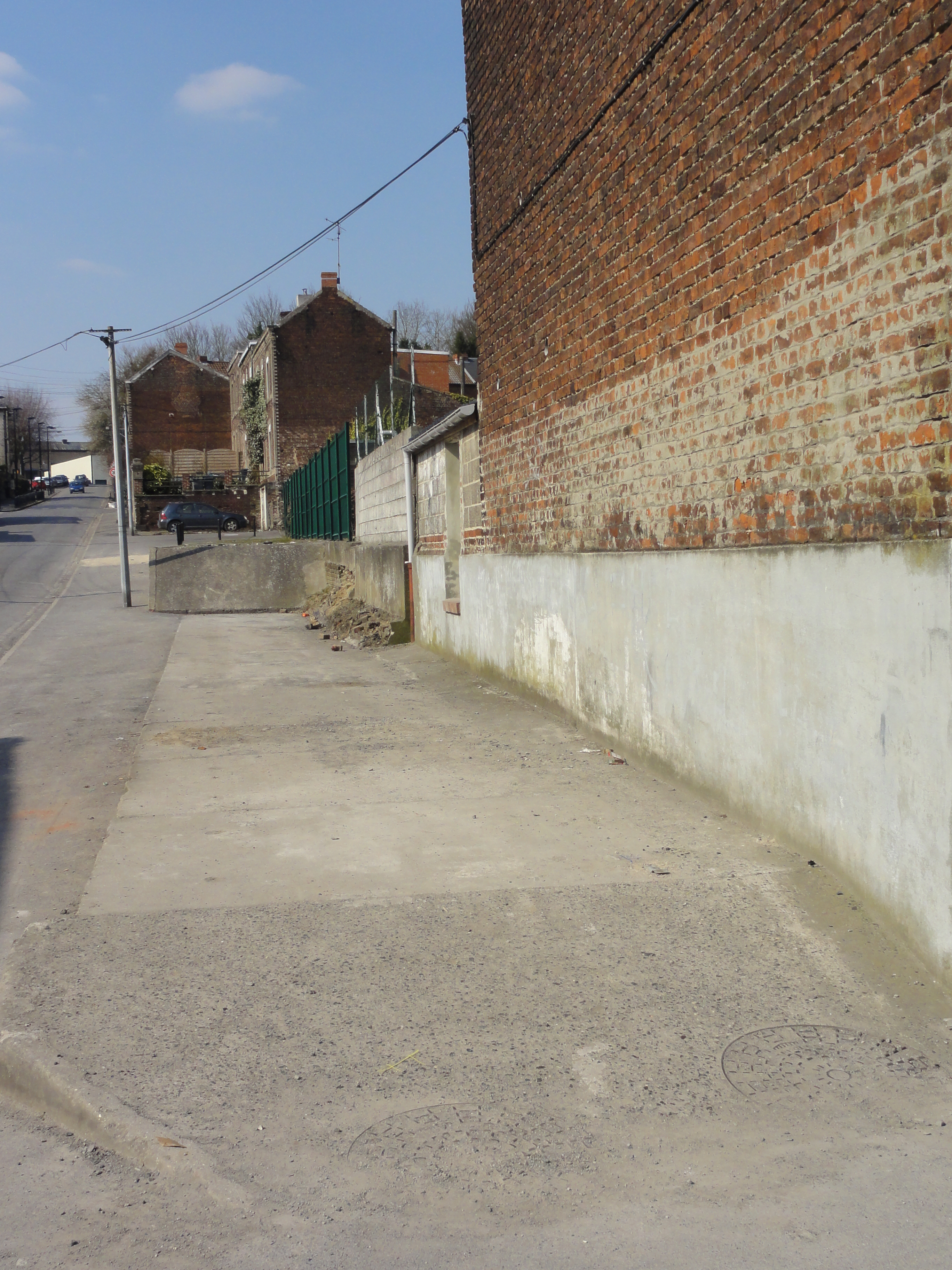
La portion terminale du tunnel d'Anzin.

Une inspection le 22 décembre 1992 révèle que les parties de l'ouvrage souterrain encore accessibles sont « étanches et en parfait état de conservation », à l'exception d'une petite section non répertoriée sur les plans, près des ateliers centraux, dont l'accès a alors été condamné.

## Parcours

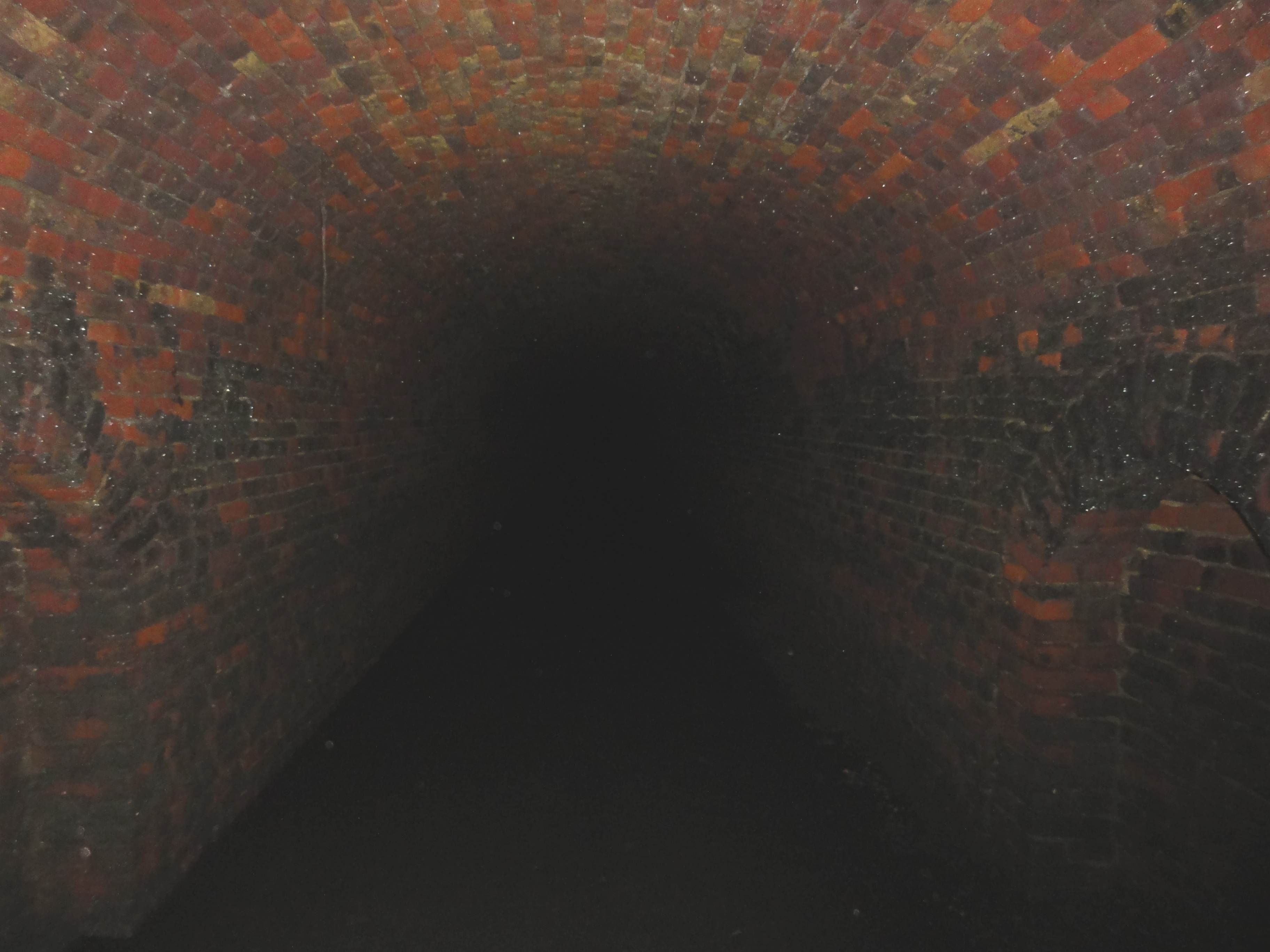
Le tunnel d'Anzin en septembre 2019.

Le tunnel d'Anzin se termine sur le territoire de Valenciennes, entre les fosses du Beaujardin et du Poirier, près de l'Escaut. Il remonte en parallèle avec l'aqueduc des fosses sous la rue Rosalie Levasseur jusque sur le territoire d'Anzin à la fosse du Pavé, puis sous les ateliers centraux de la compagnie. C'est sous cet ensemble de bâtiments que commence une jonction triangulaire, et que le tunnel se divise en deux branches principales, qui ont pour particularité de passer sous l'ancienne ligne de Somain à Péruwelz. Une branche part en direction du sud-ouest et se termine un peu plus de 450 mètres plus loin, près de la station de tramway Anzin Hôtel de ville. L'autre branche remonte vers le nord-est et bifurque très rapidement. Une branche remonte vers le nord-ouest et dessert la fosse de la Cave, tandis que l'autre continue vers le nord-est, possède un petit embranchement vers la fosse Saint-Louis, puis se dirige vers la fosse du Moulin, et se termine élargie sous le carreau de la fosse Bleuse Borne. Le côté opposé de la jonction triangulaire dessert la fosse du Mitant.

## Accès
Seize accès, praticables ou non, permettent d'accéder au tunnel d'Anzin ou à l'aqueduc des fosses.
| Commune      | Nom de l'ouvrage                                    | Géolocalisation   | Diamètre | Profondeur | Accessibilité | Localisation                                      |
| ------------ | --------------------------------------------------- | ----------------- | -------- | ---------- | ------------- | ------------------------------------------------- |
| Anzin        | Puits 1 à proximité de la fosse du Pavé             | 50,37027, 3,51314 | 0,8      | 16,35      | oui           | trottoir                                          |
| Anzin        | Descente de la chaudronnerie                        | 50,37154, 3,51089 | ?        | 12,4       | ?             | entreprise                                        |
| Anzin        | Descente de la gare des Mines                       | 50,36917, 3,5022  | ?        | 0,675      | non           | station du tramway                                |
| Anzin        | Entrée du tunnel à proximité de la fosse du Pavé    | 50,3703, 3,51292  | ?        | 0          | non           | entreprise                                        |
| Anzin        | Grille avaloir des ateliers centraux                | 50,3712, 3,50936  | ?        | 11,943     | ?             | espace vert (ex ateliers centraux)                |
| Anzin        | Puits 2 à proximité de la fosse du Pavé             | 50,37028, 3,51275 | 0,75     | 10         | non           | trottoir                                          |
| Anzin        | Puits à proximité de la fosse du Moulin Nord et Sud | 50,37768, 3,51486 | ?        | 9,5        | non           | espace vert                                       |
| Anzin        | Puits des ateliers centraux                         | 50,37103, 3,51108 | ?        | 12,753     | ?             | entreprise                                        |
| Anzin        | Puits d'arrivée d'eau                               | 50,37191, 3,5092  | ?        | 12,603     | non           | entreprise                                        |
| Anzin        | Puits proche de la station 2                        | 50,37017, 3,51249 | 1        | 11         | non           | espace vert                                       |
| Anzin        | Puits de la station 102                             | 50,37092, 3,50777 | ?        | 13,484     | non           | carrefour rue Pierre Mathieu et rue de la Liberté |
| Anzin        | Puits de la station 103                             | 50,37559, 3,50763 | ?        | 9          | ?             | carrefour rue du Progrès et rue Theunissen        |
| Anzin        | Puits de la station 24                              | 50,37457, 3,50986 | 3        | 11,293     | oui           | parking et entrée d'école                         |
| Valenciennes | Puits d'entrée de la visite de 2010                 | 50,36834, 3,51564 | 1        | 0          | oui           | trottoir                                          |
| Valenciennes | Puits de la maison                                  | 50,36974, 3,51321 | 1        | 10         | ?             | jardin                                            |
| Valenciennes | Puits proche de l'entrée sur l'Escaut               | 50,36884, 3,51477 | 1        | 3          | non           | route                                             |

Même si ces puits de mine ont été remblayés, le tunnel d'Anzin possédait des galeries de liaison avec les puits des fosses de la Bleuse Borne, de la Cave, du Mitant, du Pavé, Saint-Louis, du Beaujardin et du Poirier.